# Marie Tomášková-Dytrychová
Marie Tomášková-Dytrychová (11. listopadu 1943, Brodek u Přerova – 23. února 2025 Olomouc[zdroj?]) byla česká zvonařka, bývalá vedoucí zvonařské dílny v Brodku u Přerova.

## Život
Marie Dytrychová se narodila v roce 1943 v Brodku u Přerova. Její otec a zakladatel dílny Josef Dytrych vlastnil původně v Brodku pražírnu kávy. Po jejím znárodnění se pokusil uživit svoji čtyřčlennou rodinu litím klik, a získal tak první kovolitecké zkušenosti.
Josefa Dytrycha ale od mládí fascinovaly zvony. Když jednou mezi brodeckými sousedy přišla řeč na to, jak mizerný zvon obec má, nabídl se, že pro ni ulije nový zvon. To se mu nakonec 1. května 1950 podařilo a u zvonařství už zůstal. Na práci a životě v dílně se podílela celá rodina, a Marie Dytrychová od svých sedmi let sbírala zkušenosti jako budoucí zvonařka.
Když v roce 1965 Josef Dytrych zemřel, rozhodla se jeho žena Laetitia vést dílnu nadále sama. Marie sice už tehdy absolvovala stavební průmyslovku a pracovala ve stavební kanceláři v Přerově, ale práce v dílně se stále více účastnila, od roku 1967 v ní již začala pracovat samostatně a v roce 1968 ulila svůj první zvon. Po vystudování oboru výtvarné teorie na Vysoké škole uměleckoprůmyslové v Praze v roce 1985 vedení dílny od své matky převzala. V dílně pracovala také Mariina sestra Marcela Svobodová-Dytrychová a dcera Leticie Vránová-Dytrychová. V roce 2000 vznikla Zvonařská dílna Tomášková-Dytrychová, s. r. o., ve které měla Marie Tomášková-Dytrychová majoritní podíl. Po roce 2020 provoz dílny převzala její dcera a další rodinní příslušníci. 
Na výzdobě některých zvonů v 80. letech se podílel český sochař Otmar Oliva.
Zvonařská dílna Marie Tomáškové-Dytrychové patřila k největším zvonařským dílnám v Evropě. Zvony z její produkce se nacházejí v Austrálii, Japonsku, USA, Polsku, na Ukrajině a Slovensku. Zvláštní zakázkou dílny bylo ulití dvou zvonů jako hudebních nástrojů pro vídeňské filharmoniky v roce 1997. Specialitou Marie Tomáškové-Dytrychové bylo vytváření zvonkoher, protože zde jednotlivé zvony musejí být dokonale vyladěny podle zvolené melodie. Těchto zvonkoher vytvořila Marie Tomášková-Dytrychová celou řadu, nejnáročnější z nich s 22 zvony putovala do Košic. Pro Košice také ulila svůj dosud největší zvon, vážící více než pět tun. Jedna z velkých zvonkoher je umístěna také na náměstí v Brodku u Přerova. Proslulý je také její zvon z roku 1990 pro papeže Jana Pavla II.  Trvalou památkou na řemeslné mistrovství Marie Tomáškové-Dytrychové jsou zvony pro Dóm sv. Martina v Bratislavě. V dubnu 2012 byly v katedrále sv. Víta v Praze instalovány 3 zvony (Dominik, Panna Maria a Ježíš) z brodecké dílny.
Jako zvonařskou značku dílna užívá otisk větvičky túje severské.
Zemřela po těžké nemoci 23. února 2025. Bylo jí 81 let. Poslední rozloučení, které se konalo v kostele sv. Mořice v Olomouci, celebroval olomoucký biskup Antonín Basler.  V den pohřbu se na počest Marie Tomáškové-Dytrychové rozezněly zvony v řadě měst v Česku a na Slovensku. Je pohřbena v rodinném hrobě na Ústředním hřbitově v Olomouci-Neředíně.